# Elizabeth Franz
Elizabeth Franz, nata Elizabeth Frankovich (Akron, 18 giugno 1941), è un'attrice statunitense.

## Biografia
È nata e cresciuta a Akron, ha sposato nel 1984 l'attore Edward Binns con cui rimase fino alla morte di lui avvenuta nel 1990 per un infarto.
Nel 1999 vince il Tony Award alla miglior attrice non protagonista in uno spettacolo per la sua performance in Morte di un commesso viaggiatore.
Lavora come attrice sin dal 1981, ed è nota per aver interpretato Bev Scheel nel film commedia Fuga dal Natale.

## Filmografia parziale

### Cinema
- Il segreto del mio successo (The Secret of My Success), regia di Herbert Ross (1987)
- Jacknife - Jack il coltello (Jacknife), regia di David Hugh Jones (1989)
- Scuola d'onore (School Ties), regia di Robert Mandel (1992)
- Sabrina, regia di Sydney Pollack (1995)
- Tre amici, un matrimonio e un funerale (The Pallbearer), regia di Matt Reeves (1996)
- L'occhio del male (Thinner), regia di Tom Holland (1996)
- Il colore del fuoco (The Substance of Fire), regia di Daniel J. Sullivan (1997)
- Twisted, regia di Seth Michael Donsky (1997)
- A Fish in the Bathtub, regia di Joan Micklin Silver (1999)
- Fuga dal Natale (Christmas with the Kranks), regia di Joe Roth (2004)
- Take Me to the River, regia di Matt Sobel (2015)

### Televisione
- The House of Mirth, regia di Adrian Hall (1981)
- Destini (Another World) – serie TV, 3 episodi (1982-1983)
- American Playhouse – serie TV, 4 episodi (1982-1989)
- Spenser (Spenser: For Hire) – serie TV, episodio Original Sin (1985)
- Un giustiziere a New York (The Equalizer) – serie TV, episodio Blood & Wine (1987)
- Monsters – serie TV, episodio The Mother Instinct (1989)
- Caro John (Dear John) – serie TV, episodio The Dilemma with Emma (1989)
- ABC Afterschool Specials – serie TV, episodio A Town's Revenge (1989)
- Pappa e ciccia (Roseanne) – serie TV, 3 episodi (1990)
- Face of a Stranger, regia di Claudia Weill (1991)
- Vendetta privata (It's Nothing Personal), regia di Bradford May (1993)
- Ricominciare una vita (Shameful Secrets), regia di David Carson (1993)
- Sisters – serie TV, 2 episodi (1994-1995)
- Così gira il mondo (As the World Turns) – serie TV, 2 episodi (1994-1995)
- ABC Afterschool Specials – serie TV, episodio Notes for My Daughter (1995)
- Death of a Salesman, regia di Kirk Browning (2000)
- Giudice Amy (Judging Amy) – serie TV episodi Convinzioni (2000), Errori di valutazione (2001)
- A Girl Thing - Cosa pensa una donna, regia di Lee Rose (2001)
- Una mamma per amica – serie TV, episodio La casa dei ricordi (2001)
- An Unexpected Love, regia di Lee Rose (2003)
- Cold Case - Delitti irrisolti (Cold Case) – serie TV, episodio Il segreto (2003)
- Law & Order – serie TV, episodio Married with Children (2004)
- Law & Order - Unità vittime speciali (Law & Order: Special Victims Unit) – serie TV, episodio L'enigmista (2004)
- Homeland - Caccia alla spia (Homeland) – serie TV, episodio Tiratore scelto (2011)
- Grey's Anatomy – serie TV, episodio 8x18 (2012)

## Doppiatrici italiane
Nelle versioni in italiano delle opere in cui ha recitato, Elizabeth Franz è stata doppiata da:
- Cristina Grado in Sabrina
- Lorenza Biella in Cold Case - Delitti irrisolti
- Rita Savagnone in Grey's Anatomy

## Riconoscimenti
- Tony Award
  - 1999 – Miglior attrice non protagonista in un'opera teatrale per Morte di un commesso viaggiatore